# Jadwiga Jankowska-Cieślak
Jadwiga Jankowska-Cieślak, (Gdańsk, 15 de febrero de 1951-15 de abril de 2025) fue una actriz polaca. Ella ha aparecido en 33 películas desde su debut en el cine en 1972. Obtuvo el premio a la mejor actriz en el Festival de Cannes por su interpretación en Egymásra Nézve en 1982.

## Premios y distinciones
Festival Internacional de Cine de Cannes
| Año  | Categoría    | Película       | Resultado |
| ---- | ------------ | -------------- | --------- |
| 1982 | Mejor actriz | Egymásra nézve | Ganador   |

- Polish Film Awards
  - Mejor actriz por Rysa (Ganadora)
- Polish Film Festival
  - Mención de honor por Rysa
  - Mejor actriz por Wezwanie (Ganadora)
  - Mejor actriz por Sam na sam (Ganadora)